# اشلی گریمز (بازیکن فوتبال، زاده ۱۹۸۶)
اشلی گریمز (انگلیسی: Ashley Grimes؛ زادهٔ ۹ دسامبر ۱۹۸۶) بازیکن فوتبال اهل بریتانیا است.
از باشگاه‌هایی که در آن بازی کرده‌است می‌توان به باشگاه فوتبال سوئیندون تاون، باشگاه فوتبال بری، باشگاه فوتبال بارو، باشگاه فوتبال لینکولن سیتی، باشگاه فوتبال روچدیل، باشگاه فوتبال منچستر سیتی، باشگاه فوتبال میلوال، و باشگاه فوتبال والسال اشاره کرد.